# Шарлотт Массардьє
Шарлотт Массардьє (фр. Charlotte Massardier, 12 жовтня 1975) — французька синхронна плавчиня.
Учасниця Олімпійських Ігор 1996, 2000 років.